# Ng Fan Chau
Ng Fan Chau (kinesiska: 五分洲) är en ö i Hongkong (Kina). Den ligger i den centrala delen av Hongkong.
Terrängen på Ng Fan Chau är varierad. Öns högsta punkt är 20 meter över havet. 